# Acquin-Westbécourt
Acquin-Westbécourt es una comuna francesa, situada en el departamento de Paso de Calais y la región Norte-Paso de Calais.

## Geografía
Geografía muy típica del departamento del Paso de Calais: prados, bosquecillos y numerosas explotaciones agrarias en todo el municipio. Acquin está cruzado por uno de los afluentes de río de la región del Haut-Pays, seco durante una gran parte del año. Este municipio está formado por siete aldeas como: Le Val d' Acquin, Lauwerdal, Nordal, Le Poovre, Westbécourt, Merzoil y La Wattine.

## Demografía
| 652 | 639 | 571 | 559 | 617 | 625 |
| Para los censos de 1962 a 1999 la población legal corresponde a la población sin duplicidades (Fuente: INSEE [Consultar]) |     |     |     |     |     |

## Lugares y monumentos
- Iglesia de Acquin, de tipo románico con campanas catalogadas como Monumento histórico.
- Monumento a los caídos dedicado a las víctimas nativas de Acquin en la primera y Segunda Guerra Mundial.